# Festivalbar 1969
Il sesto Festivalbar si è svolto a Sistiana, per la serata inaugurale, e ad Asiago, per la finale, il 12 settembre 1969 in onda sul Primo Canale Nazionale, oggi Rai 1.
Il regista della manifestazione canora fu Antonio Moretti, il conduttore fu Vittorio Salvetti, il patron del Festivalbar.
Questa sesta edizione del Festivalbar venne vinta da Lucio Battisti che passò nella sezione Big, con il brano Acqua azzurra, acqua chiara, mentre il Premio della Critica andò ai Dik Dik con Il primo giorno di primavera.
Nella sezione Festivalbar DiscoVerde (detta anche sezione Giovani) vinse Romina Power con Acqua di mare.

## Cantanti partecipanti
- Lucio Battisti – Acqua azzurra, acqua chiara (Dischi Ricordi SRL-10.538)
- Patty Pravo – Il paradiso (ARC (casa discografica)!ARC, AN-4180)
- Dik Dik – Il primo giorno di primavera (Dischi Ricordi SRL-10.540)
- Pascal - Amore siciliano (Dischi Ricordi)
- Niky – Poi si vedrà (Tiffany TIF-555)
- Thomas - Mare
- Orietta Berti – L'altalena (Polydor 59-819)
- Herbert Pagani – L'amicizia (Mama PM-002)
- Little Tony - Solo per te (Durium)
- Franco IV e Franco I - Sole (Style)
- Mino Reitano - Daradan (Ariston)
- Patrick Samson – Soli si muore (Carosello CI-20225)
- Riccardo Del Turco – Il compleanno (CGD JBH-118)
- Caterina Caselli – Tutto da rifare (CGD JBH-117)
- I Profeti – La tua voce (CBS JBH-117)
- Gianni Farano – Occhi caldi (Fontana AS-049)
- Aphrodite's Child – I Want to Live (Fontana AS-049)
- Rinaldo Ebasta - Un gioco inutile (First)
- Maurizio Vandelli – Perdona Bambina (Dischi Ricordi - FES-1)
- Bobby Solo – Domenica d'agosto (Dischi Ricordi - FES-1 )
- Romina Power – Acqua di mare ("EMI JB-124")
- Al Bano – Pensando a te  ("EMI JB-124")
- Formula 3 – Questo folle sentimento (Numero Uno ZN-50001) - (sigla di apertura)
- Camaleonti – Viso d'angelo (CBS)
- Gli Hugu Tugu - Chimmè chimmà (RCA)
- Nuovi Angeli – Ragazzina ragazzina (Durium)
- Georges Moustaki - Lo straniero (Polydor NH-59824)
- Niemen - Io senza lei (CGD)

## Altri premi
- Premio Festivalbar DiscoVerde - Romina Power
- Premio della Critica - Dik Dik
- Premio della Popolarità - Camaleonti

## Direzione artistica
- Vittorio Salvetti

## Organizzazione
- RAI